# 佟錕
佟錕（？—？），正蓝旗人，清朝政治人物。监生出身。
康熙四十一年（1702年），擔任清朝廣州府南海縣知縣。由劉廣聰接任。